# Take My Breath
Singles de The Weeknd
Better Believe
(2021) Die for It
(2021)
Take My Breath est une chanson du chanteur canadien The Weeknd, sortie le 6 août 2021 sur les labels XO et Republic Records. Il s'agit du premier single extrait de l'album Dawn FM sorti en 2022. Musicalement, la chanson est un mélange de disco, synthpop, funk et synthwave et reprend des éléments pop, alternatifs et psychédéliques tout en étant influencée par le style des années 1980. 

## Classements et certification

### Classements hebdomadaires
| Classement (2021)                          | Meilleure position | Référence |
| ------------------------------------------ | ------------------ | --------- |
| Afrique du Sud (RISA)                      | 19                 | [ 1 ]     |
| Allemagne (GfK Entertainment)              | 18                 | [ 2 ]     |
| Argentine (Argentina Hot 100)              | 42                 | [ 3 ]     |
| Australie (ARIA Charts)                    | 9                  | [ 4 ]     |
| Autriche (Ö3 Austria Top 40)               | 24                 | [ 5 ]     |
| Belgique (Ultratop 50 Singles (Flandres))  | 4                  | [ 6 ]     |
| Belgique (Ultratop 50 Singles (Wallonie))  | 3                  | [ 7 ]     |
| Canada (Billboard AC Airplay)              | 3                  | [ 8 ]     |
| Canada (Canadian Hot 100)                  | 3                  | [ 9 ]     |
| Canada (Billboard CHR/Top 40 Airplay)      | 7                  | [ 10 ]    |
| Canada (Billboard Hot AC Airplay)          | 9                  | [ 11 ]    |
| Communauté des États indépendants (Tophit) | 3                  | [ 12 ]    |
| Danemark (Track Top-40)                    | 7                  | [ 13 ]    |
| Espagne (Promusicae)                       | 73                 | [ 14 ]    |
| États-Unis (Billboard Hot 100)             | 6                  | [ 15 ]    |
| États-Unis (Adult contemporary)            | 21                 | [ 16 ]    |
| États-Unis (Adult Top 40)                  | 6                  | [ 17 ]    |
| États-Unis (Dance/Mix Show Airplay)        | 14                 | [ 18 ]    |
| États-Unis (Top 40 Mainstream)             | 8                  | [ 19 ]    |
| États-Unis (Billboard Rhythmic)            | 10                 | [ 20 ]    |
| Finlande (Suomen virallinen lista)         | 11                 | [ 21 ]    |
| France (SNEP Singles)                      | 27                 | [ 22 ]    |
| France (Digital Songs)                     | 7                  | [ 23 ]    |
| Global 200                                 | 5                  | [ 24 ]    |
| Hongrie (Mahasz Radio Top 40)              | 2                  | [ 25 ]    |
| Hongrie (Mahasz Single Top 40)             | 7                  | [ 26 ]    |
| Hongrie (Mahasz Stream Top 40)             | 20                 | [ 27 ]    |
| Irlande (IRMA)                             | 11                 | [ 28 ]    |
| Israël (Media Forest)                      | 1                  | [ 29 ]    |
| Italie (FIMI)                              | 49                 | [ 30 ]    |
| Japon (Japan Hot 100)                      | 61                 | [ 31 ]    |
| Japon (Billboard Japan Hot Overseas)       | 2                  | [ 32 ]    |
| Lettonie (European Hit Radio)              | 5                  | [ 33 ]    |
| Lituanie (AGATA)                           | 10                 | [ 34 ]    |
| Mexique (Mexico Airplay)                   | 3                  | [ 35 ]    |
| Nouvelle-Zélande (Recorded Music NZ)       | 12                 | [ 36 ]    |
| Norvège (VG-lista)                         | 9                  | [ 37 ]    |
| Panama (SPPF)                              | 33                 | [ 38 ]    |
| Pays-Bas (Nederlandse Top 40)              | 7                  | [ 39 ]    |
| Pays-Bas (Single Top 100)                  | 17                 | [ 40 ]    |
| Pologne (ZPAV)                             | 4                  | [ 41 ]    |
| Portugal (AFP)                             | 15                 | [ 42 ]    |
| République Tchèque (IFPI Radio Top)        | 11                 | [ 43 ]    |
| République Tchèque (IFPI Single Top)       | 24                 | [ 44 ]    |
| Royaume-Uni (OCC)                          | 13                 | [ 45 ]    |
| Russie (Tophit)                            | 6                  | [ 46 ]    |
| Saint-Marin (San Marino RTV)               | 1                  | [ 47 ]    |
| Singapour (RIAS)                           | 17                 | [ 48 ]    |
| Slovaquie (IFPI Radio Top 100)             | 14                 | [ 49 ]    |
| Slovaquie (IFPI Single Digital Top 100)    | 11                 | [ 50 ]    |
| Suède (Sverigetopplistan)                  | 8                  | [ 51 ]    |
| Suisse (Schweizer Hitparade)               | 10                 | [ 52 ]    |

### Certifications
| Pays        | Certification | Unités  | Référence |
| ----------- | ------------- | ------- | --------- |
| France      | Diamant       | 500 000 | [ 53 ]    |
| Danemark    | Or            | 45 000  | [ 54 ]    |
| Italie      | Or            | 35 000  | [ 55 ]    |
| Royaume-Uni | Argent        | 200 000 | [ 56 ]    |